# Communauté politique européenne
Pour le projet avorté proposé en 1952, voir Communauté politique européenne (1952).
Pour les articles homonymes, voir CPE.
La Communauté politique européenne (CPE) est une instance informelle de coopération intergouvernementale, lancée à l'initiative d'Emmanuel Macron durant la présidence française du Conseil de l'Union européenne en 2022 dans le contexte de l'invasion de l'Ukraine par la Russie en 2022. Pouvant être vue comme un forum, elle a pour objectif de favoriser le dialogue politique et la coopération afin de répondre aux questions d'intérêt commun, de manière à renforcer la sécurité, la stabilité et la prospérité du continent européen ; tout en permettant un meilleur accompagnement des candidats à l'adhésion à l'Union européenne. L'enjeu est de pouvoir stabiliser les frontières européennes à distance de l'UE et de renouer des relations avec des pays tels que la Turquie, l'Ukraine et le Royaume-Uni. Aussi, la CPE ne veut pas être vue comme une antichambre en vue de l'adhésion à l'Union européenne.

## Histoire

### Contexte
À la suite de l'invasion de l'Ukraine par la Russie en 2022, l'Union européenne est confrontée à une situation très complexe. L'Ukraine, pourtant symbole de la démocratie face à l'autocratie de Vladimir Poutine, est alors loin des standards de l'UE. Son adhésion prendrait alors, selon Emmanuel Macron, président du Conseil de l'Union européenne, « plusieurs années, en réalité plusieurs décennies ». Cette communauté est évoquée pour la première fois par Emmanuel Macron lors de son discours à Strasbourg le 9 mai devant le Parlement européen, lors de la clôture de la conférence sur l'avenir de l'Europe. Le président français vise à contourner les responsables politiques qui veulent lier élargissement de l'Union européenne à des garanties élémentaires en matière d’État de droit, de souveraineté et de sécurité. Globalement, le projet, malgré une approbation de l'Allemagne, du Royaume-Uni et de la Commission européenne, fait face à quelques réticences dans les pays d'Europe centrale, ⁣nordique et baltique,. Quant aux pays aspirant à rejoindre l'UE, il existe la crainte que ce nouveau format institutionnel serve de substitut à une adhésion.

### Conseil européen des 23 et24 juin 2022
Emmanuel Macron présente officiellement le projet au Conseil européen des 23 et 24 juin 2022.
Les conclusions de ce conseil font état de trois points, dans la rubrique L'Europe au sens large :
1. Le Conseil européen a tenu un débat stratégique sur les relations de l'Union européenne avec ses partenaires en Europe. Il s'est penché sur la proposition de lancer une communauté politique européenne.
2. Ce cadre ne remplacera pas les politiques et instruments existants de l'UE, notamment l'élargissement, et il respectera pleinement l'autonomie décisionnelle de l'Union européenne.
3. Sur la base de ce premier échange de vues, le Conseil européen reviendra sur cette question.

Le but, selon les premières conclusions, est d'offrir une plateforme de coordination politique pour les pays européens à travers le continent. Cette plateforme concerne tous les pays européens avec lesquels des relations étroites sont entretenues. L'objectif est de favoriser le dialogue politique et la coopération afin de répondre aux questions d'intérêt commun, de manière à renforcer la sécurité, la stabilité et la prospérité du continent européen.
Selon Emmanuel Macron, ce projet n'est pas un « processus qui se substitue à l'élargissement » ; mais « nous avons tous mesuré, d'abord, le besoin d'avoir un cadre politique en Européens, de pouvoir traiter de sujets stratégiques et nous avons vu que l'élargissement [...] n'épuise pas tout de ce qui doit être une relation entre Européens ». Le projet doit permettre, sur une base « géographique » et de « valeurs », de pouvoir discuter de sujets « de défense », « d'énergie », « de crises sanitaires » ou encore de « solidarité économique ».

## Participants
S'agissant d'une plateforme de dialogue, sans processus formel d'adhésion pour en devenir membre, la CPE fonctionne par invitations à participer à ses réunions. Quarante-quatre pays sont présents lors de la première réunion de la CPE à Prague le 6 octobre 2022. Seuls deux pays d'Europe n'ont pas été conviés, la Russie et son allié, la Biélorussie, en raison de la guerre en Ukraine. Quatre micro-États manquent initialement pour arriver à l'intégralité de l'Europe : Monaco, Andorre, Saint-Marin (ces trois pays rejoignent la communauté lors du deuxième sommet) et le Vatican. Enfin, le Conseil de l'Europe, organisation politique qui regroupe également la majorité du continent, n'a pas non plus été conviée, tandis que la Commission européenne, la PSDC et le Conseil de l'Union européenne étaient présents. Cet ensemble regroupe environ 627 millions d'habitants.

Pays participants (en bleu).

### Pays membres de l'Union européenne
1. Allemagne
2. Autriche
3. Belgique
4. Bulgarie
5. Chypre
6. Croatie
7. Danemark
8. Espagne
9. Estonie
10. Finlande
11. France
12. Grèce
13. Hongrie
14. Irlande
15. Italie
16. Lettonie
17. Lituanie
18. Luxembourg
19. Malte
20. Pays-Bas
21. Pologne
22. Portugal
23. Roumanie
24. Slovaquie
25. Slovénie
26. Suède
27. Tchéquie

### Pays membres de l'Espace économique européenet/ou de l'Association européenne de libre-échange
1. Islande
2. Liechtenstein
3. Norvège
4. Suisse

### Payscandidats à l'UEtout statut confondu
1. Albanie
2. Bosnie-Herzégovine
3. Géorgie
4. Macédoine du Nord
5. Moldavie
6. Monténégro
7. Serbie
8. Turquie
9. Ukraine

### Autres pays
1. Andorre
2. Arménie
3. Azerbaïdjan
4. Kosovo
5. Monaco
6. Royaume-Uni
7. Saint-Marin

## Réunions

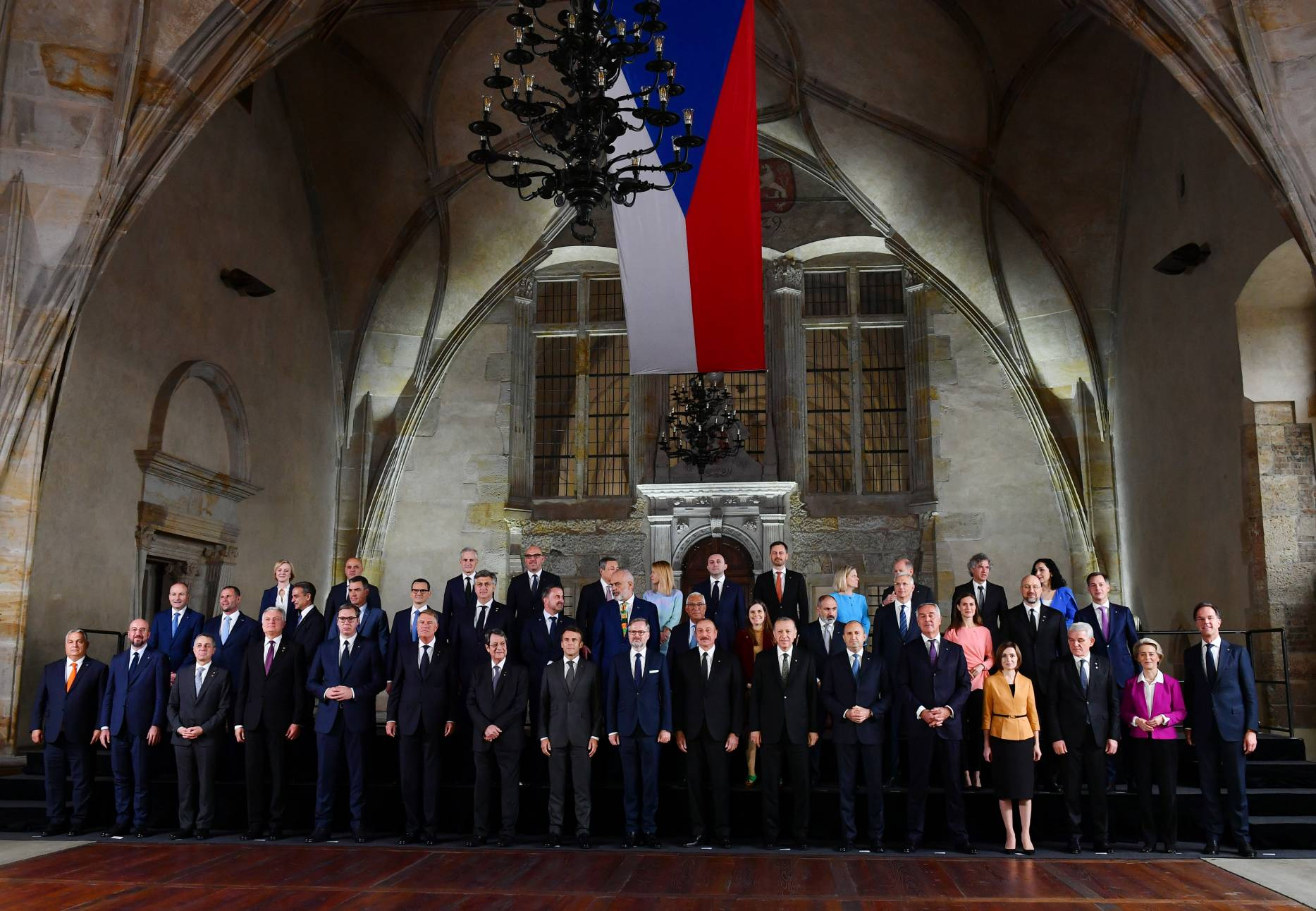
Photo de famille du premier sommet à l'Université Charles de Prague

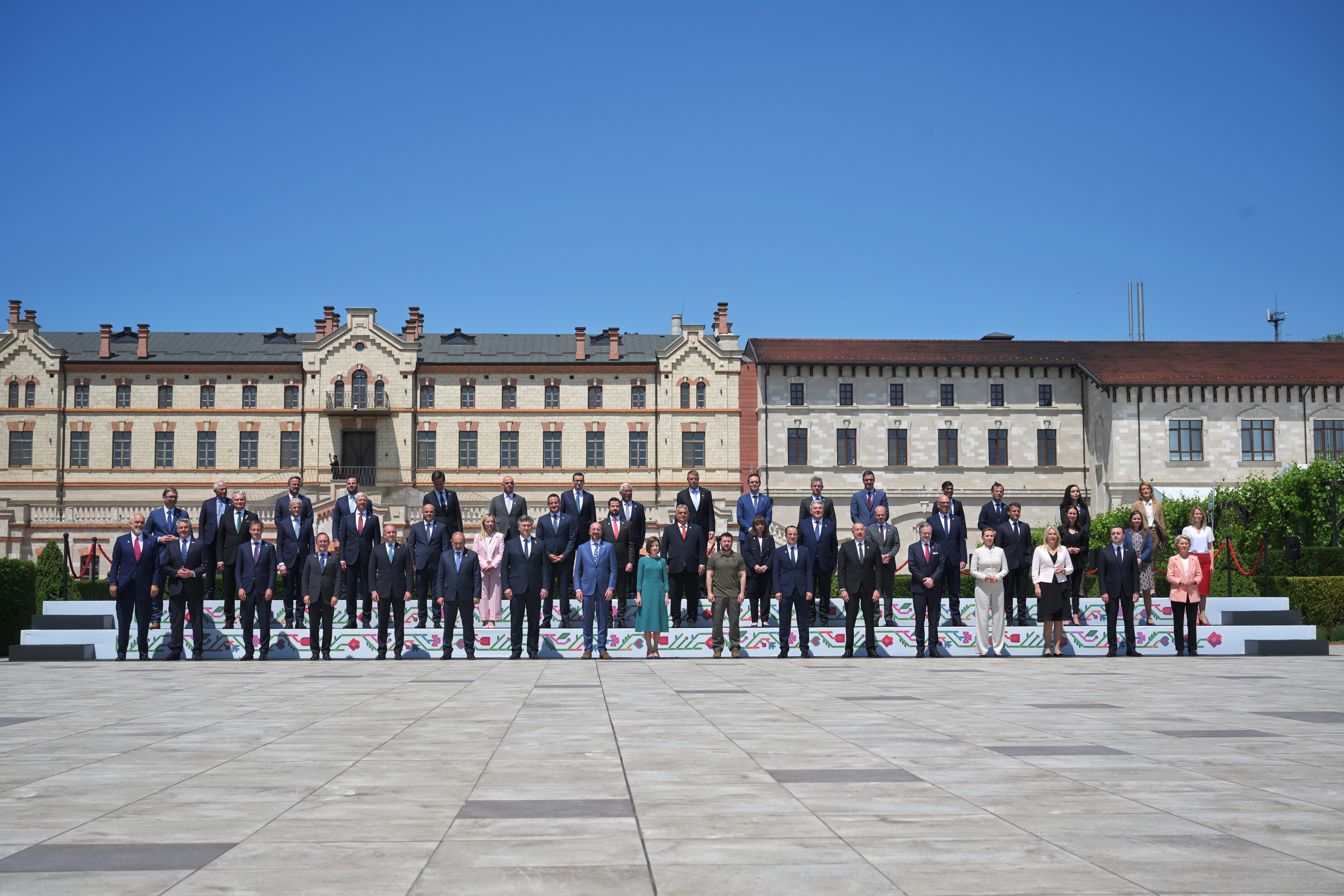
Le deuxième sommet du 1 juin 2023 au Château de Mimi en Moldavie

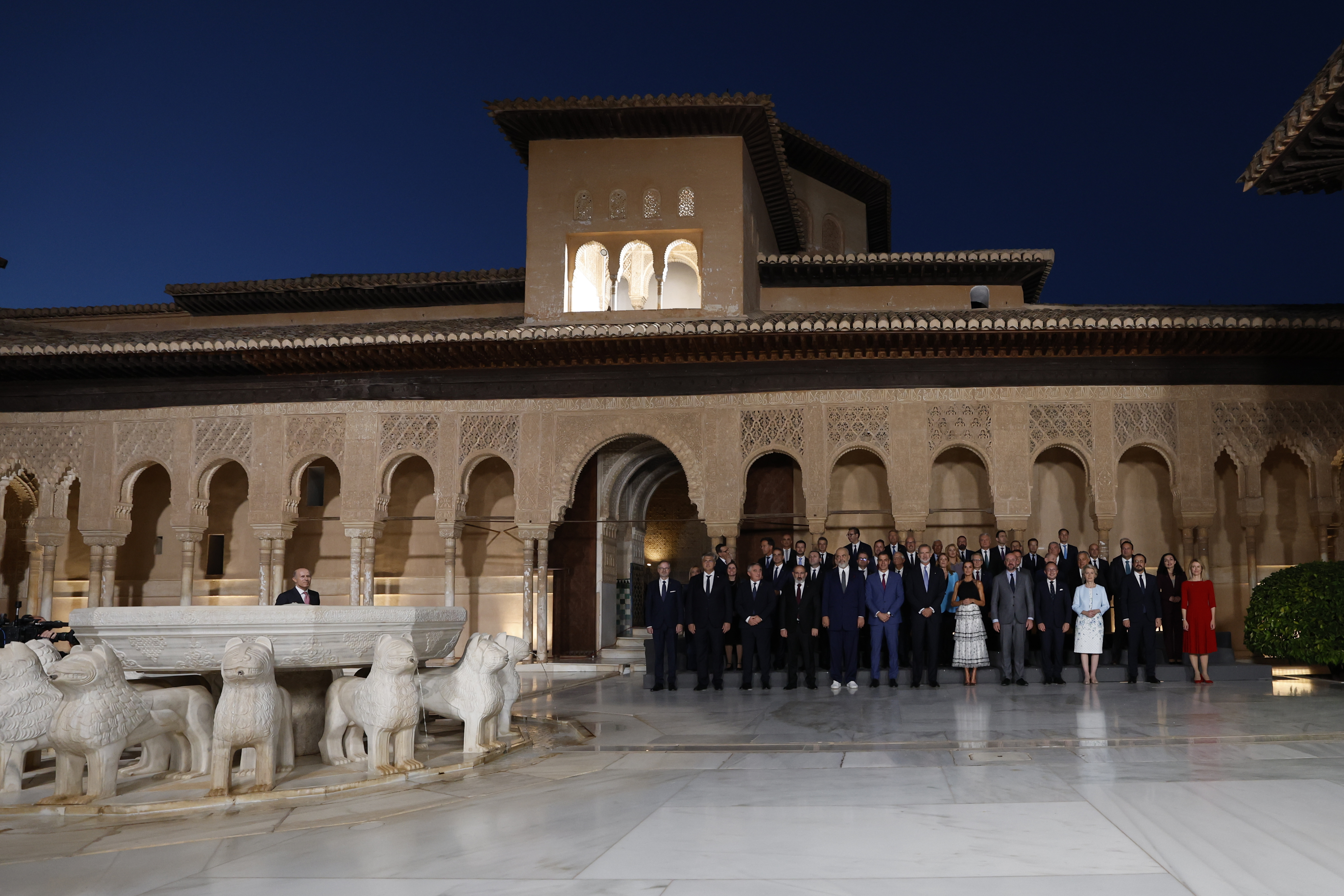
Photo de famille du troisième sommet de la Communauté politique européenne à l'alhambra de Grenade

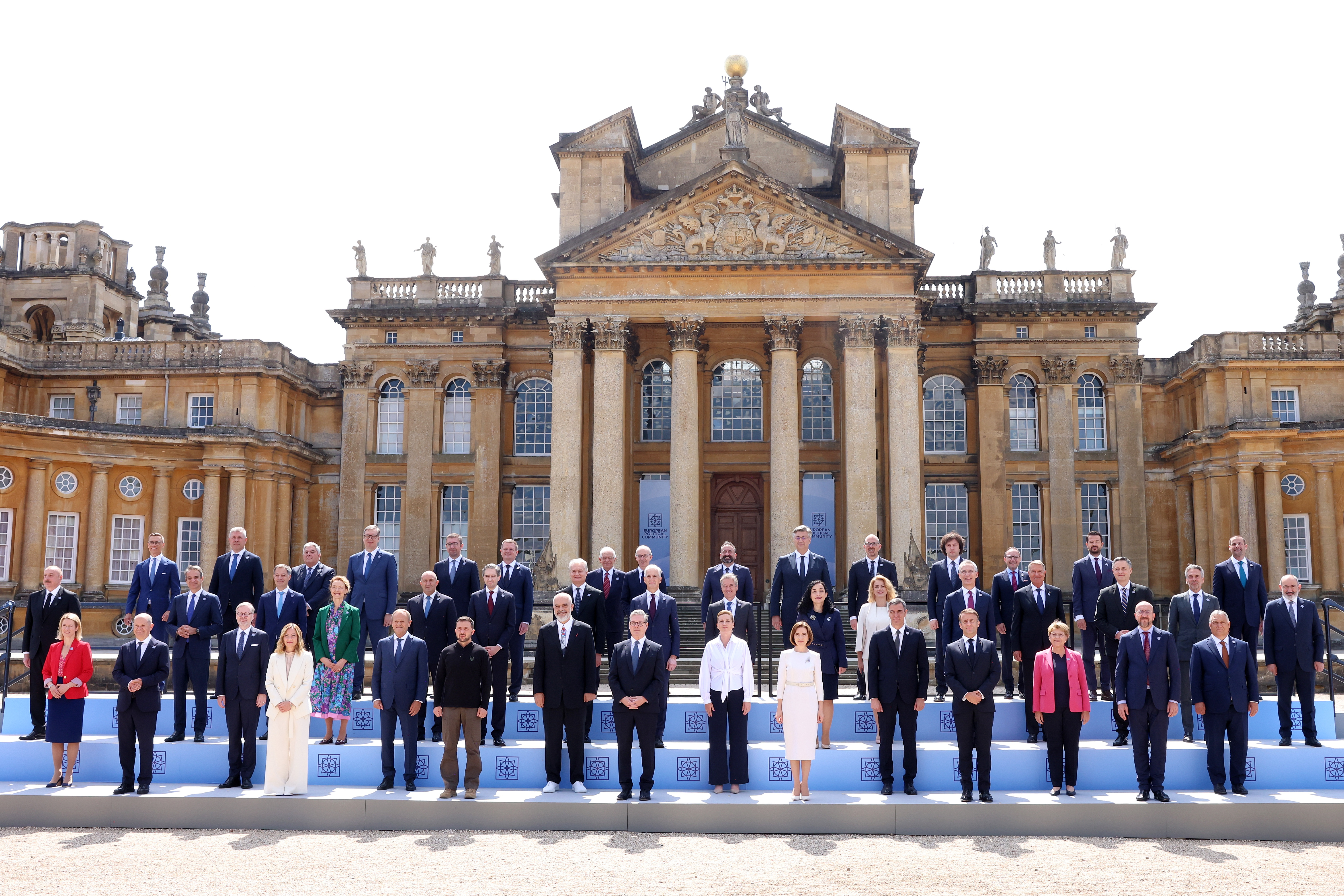
Photo de famille du quatrième sommet de la Communauté politique européenne au Palais de Blenheim

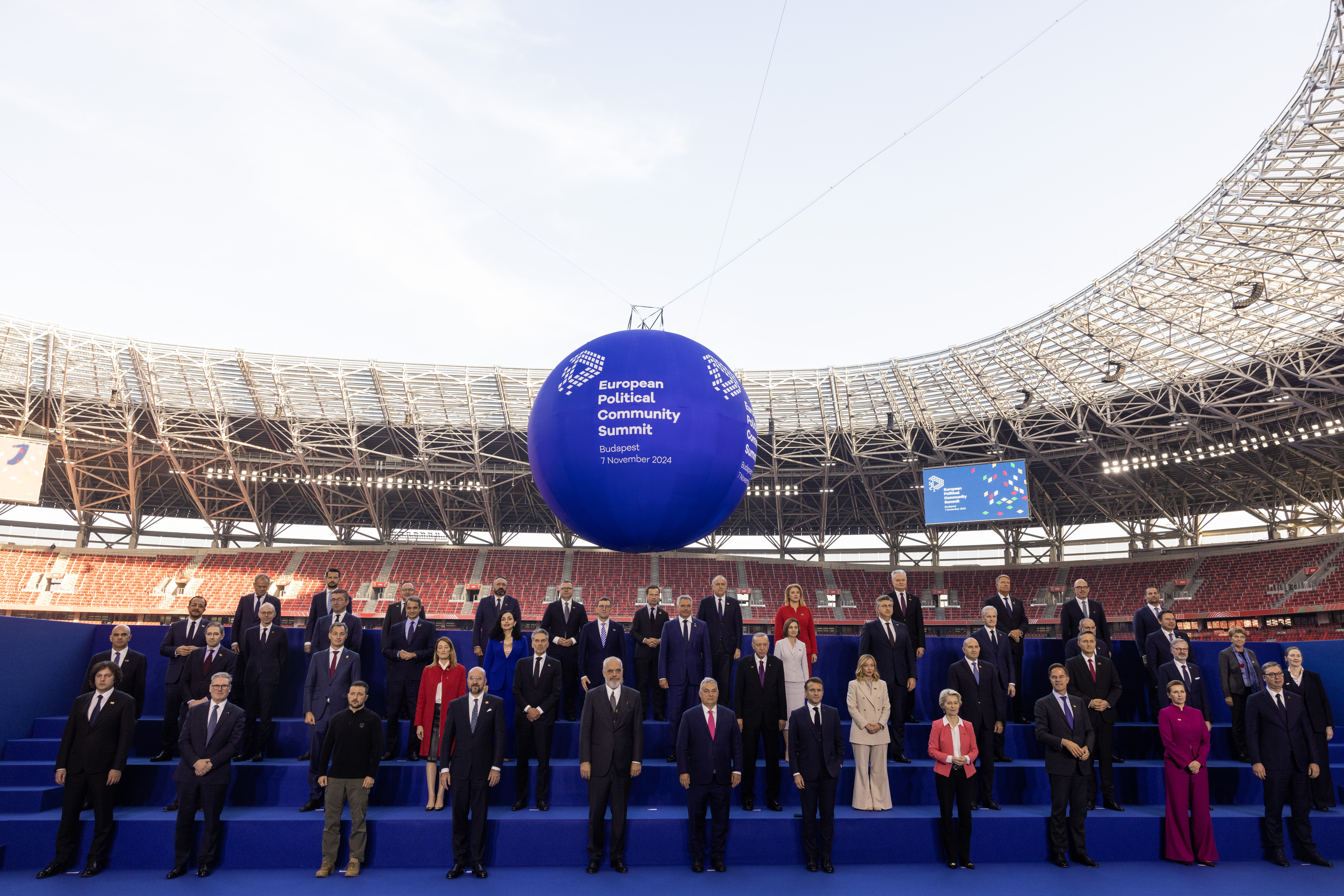
Photo de famille du cinquième sommet à la Puskás Aréna de Budapest

La Communauté politique européenne se réunit deux fois par an, et les réunions sont organisée en alternant entre l'État membre de l'Union européenne exerçant la présidence tournante du Conseil de l'Union (à l'automne) et un État n'étant pas membre de ladite Union (au printemps).

### Première réunion
Le premier sommet se tient le 6 octobre 2022 au château de Prague, en Tchéquie, dans le cadre de la présidence tchèque du Conseil de l'UE. Elle réunit quarante-quatre chefs d’État et de gouvernement : les pays membres de l'Union européenne ainsi que dix-sept autres pays. Des tables rondes sont organisées sur les grands enjeux du moment : « Paix et sécurité » en Europe et « Énergie, climat et économie ». La réunion est surtout l'occasion de rencontres entre dirigeants sur des sujets de désaccord ou de conflit. Ainsi, le premier ministre arménien, Nikol Pachinian, et le président azerbaïdjanais, Ilham Aliev, sont convenus avec le soutien du président du Conseil européen et d'Emmanuel Macron, qu'une « mission civile » de l’UE soit envoyée afin de contribuer à apaiser le contentieux sur les frontières entre les deux pays.
La République tchèque exerçant la présidence du Conseil de l'Union européenne, une réunion informelle du Conseil européen, s'est déroulée le lendemain du sommet.

### Deuxième réunion
Le deuxième sommet a lieu le 1er juin 2023 au château de Mimi dans le village de Bulboaca en Moldavie, et voit de nouvelles participations : Andorre, Saint-Marin et Monaco.

### Troisième réunion
Le troisième sommet s'est tenu les 5 et 6 octobre 2023 à Grenade, en Espagne.
L'Espagne exerçant la présidence du Conseil de l'Union européenne, une réunion informelle du Conseil européen s'est tenue le lendemain.

### Quatrième réunion
Le quatrième rendez-vous a lieu le 18 juillet 2024 à Woodstock, au Palais de Blenheim , au Royaume-Uni.
Elle connait la représentation de l'OTAN et de l'OSCE mais ni la présidente de la Commission de l'Union européenne, qui participe à sa réélection, ni le chef d'Etat turc en absence renouvelée.

### Cinquième réunion
Le cinquième rendez-vous a lieu à Budapest, en Hongrie, le 7 novembre 2024. Le président turc est présent cette fois, ainsi que le secrétaire général de l'OTAN. Parmi les absents, le premier ministre espagnol retenu par les ravages à Valence.
La Hongrie exerçant la présidence du Conseil de l'Union européenne, une réunion informelle du Conseil européen s'est déroulée le lendemain du sommet.

### Sixième réunion
L'Albanie accueille le 6e sommet de la Communauté politique européenne le 16 mai 2025, dans sa capitale Tirana.